# Fonderie de cloches
La fonderie de cloches consiste à mouler et à accorder de grandes cloches en bronze dans une fonderie pour les utiliser dans les églises, les clochers et les bâtiments publics, soit pour signifier l'heure ou un événement, soit comme carillon musical ou carillon . Les cloches sont fabriquées en coulant du métal dans des moules conçus pour produire les notes musicales prévues. Un réglage plus précis est ensuite effectué à l'aide d'un tour pour araser le métal de la cloche dans le but de produire un son de cloche distinctif qui fait retentir les harmoniques musicales souhaitées.
La fonderie de cloches en Asie de l'Est remonte à environ 2000 BCE  et en Europe à partir du IVe ou Ve siècle CE. En Grande-Bretagne, des fouilles archéologiques ont révélé des traces de fours, montrant que les cloches étaient souvent coulées sur place dans des fosses dans une église ou à côté de celle-ci. Les fonderies centralisées sont devenues courantes lorsque les chemins de fer ont permis le transport des cloches, conduisant à la domination de fondeurs tels que la Whitechapel Bell Foundry et John Taylor &amp; Co de Loughborough.
Ailleurs dans le monde, un certain nombre de fonderies sont encore en activité, certaines utilisant des méthodes traditionnelles, d'autres utilisant des techniques de fonderie plus récentes. Les fonderies modernes produisent des cloches accordées de manière harmonieuse en utilisant des principes établis à la fin du XIXe siècle ; certaines d'entre elles sont également richement décorées.
Le fondeur de cloches, appelé aussi maître saintier (pour les édifices religieux, tels les églises), a pour métier la fabrication de cloches, en particulier les cloches imposantes placées dans le clocher des églises.

## Histoire ancienne

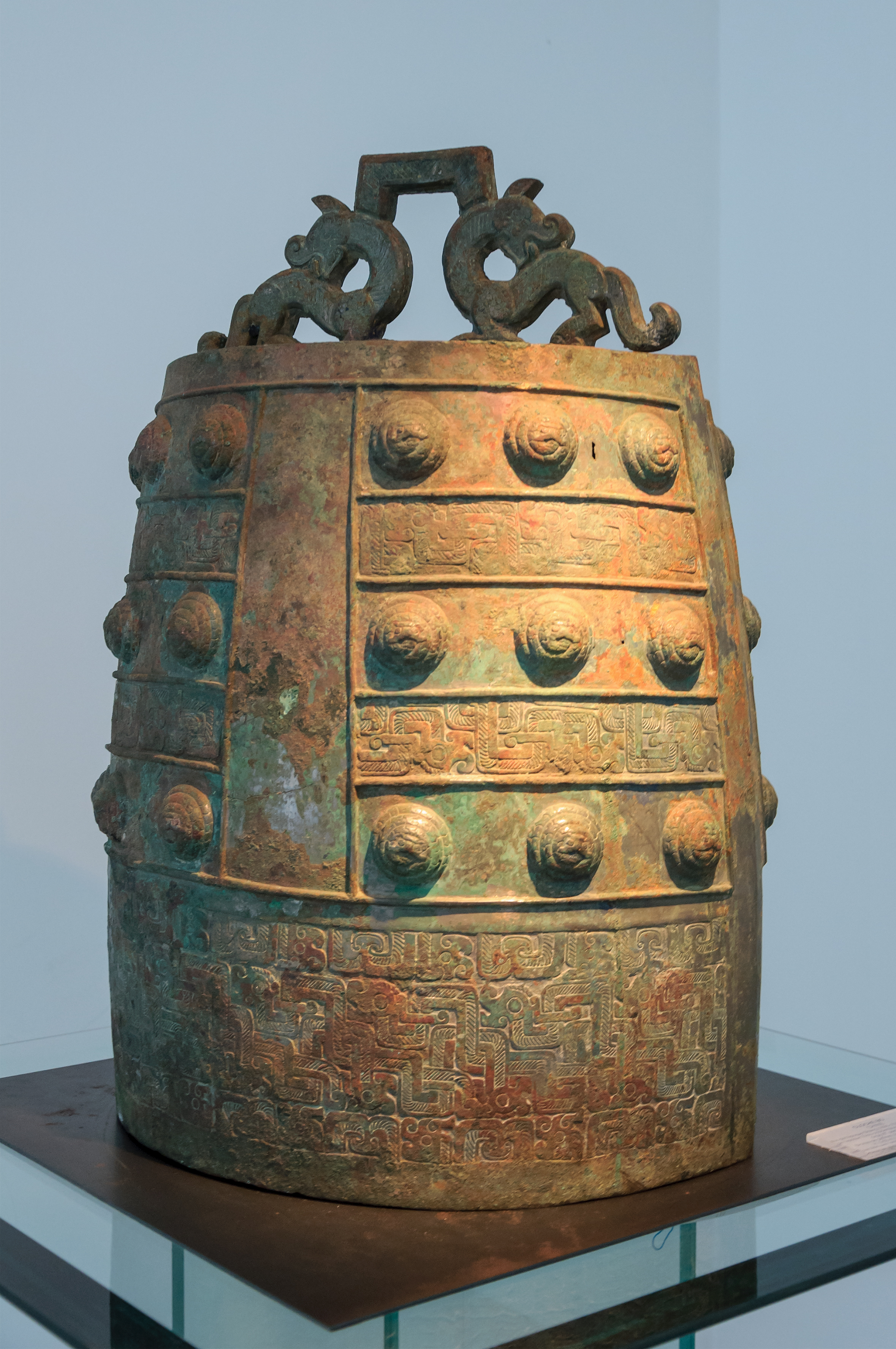
Cloche du XIe siècle avant J.-C., dynastie Shang

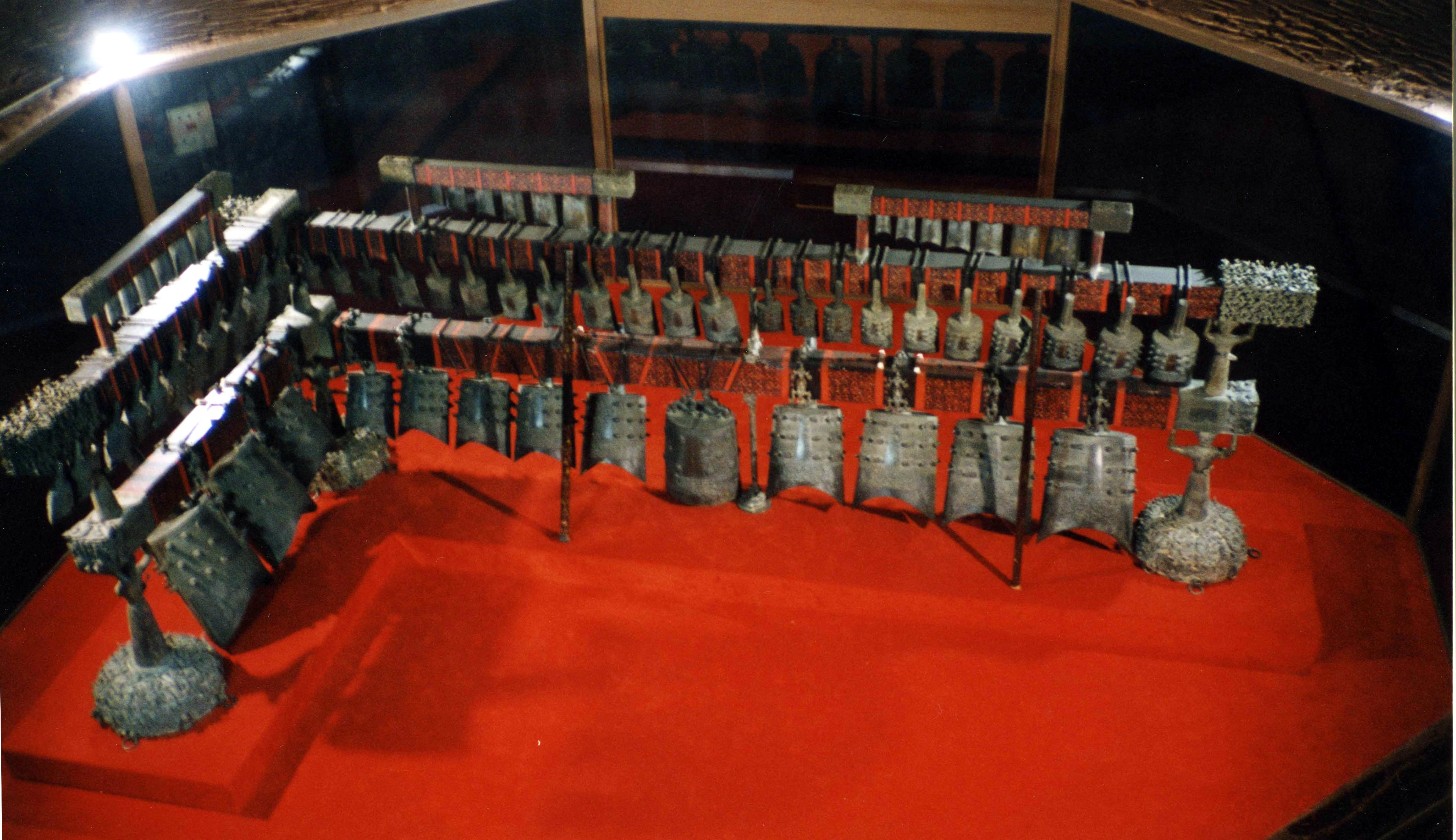
Bianzhong du marquis Yi de Zeng, daté de 433 avant notre ère

La fonderie de cloches a joué un rôle important tout au long des civilisations anciennes. Les cloches orientales, connues pour leur taille énorme, étaient parmi les premières, fabriquées plusieurs siècles avant l'âge du fer européen. Les premières cloches étaient faites de poterie, puis on a commencé à utiliser le métal. Des preuves archéologiques de la fabrication de cloches sont visibles dans la Chine néolithique.
Les plus anciennes cloches en métal, dont une trouvée sur le site de Taosi et quatre sur le site d'Erlitou, datent d'environ 2000 BCE. Au 13e siècle, des cloches pesant plus de 150 kilogrammes étaient coulées en Chine. Après l'an 1000 CE, le fer devint le métal le plus couramment utilisé pour les cloches, à la place du bronze. La plus ancienne cloche en fer date de 1079 BCE et a été retrouvée dans la province du Hubei.

## Développement

### Grande-Bretagne
Les cloches portables sont arrivées en Grande-Bretagne avec la propagation du christianisme celtique, et la plupart de celles qui subsistent sont en Écosse, au Pays de Galles et l'Irlande.  La fabrication de cloches en Grande-Bretagne était due au monachisme qui fournissait une demande et de l'expertise au début de la période médiévale,. De grandes cloches en Angleterre sont mentionnées par Bède dès 670 CE et au VIIe ou VIIIe siècle, l'utilisation des cloches était incorporée aux services religieux. Près de 200 ans plus tard, au Xe siècle, on trouve la première trace d'une sonnerie complète de cloches .  Les chronologies de l'abbé Ingulf suggèrent que Thurcytel, le premier abbé de Crowland, offrit à l'abbaye une cloche nommée Guthlac, après quoi son successeur, Egelric l'Ancien, coula six cloches supplémentaires - deux grandes, deux de taille moyenne et deux petites - formant un carillon de sept.  À la même époque, d'autres ecclésiastiques s'impliquent dans la fondation de cloches. Saint Dunstan, « le chef des moines », était un expert en travail des métaux et un fondeur de cloches réputé. Deux cloches furent coulées sous sa direction à Abingdon, qui en possédait également deux autres coulées par St. Ethelwold. Les méthodes de moulage par coulée à la cire perdue ont été décrites par le moine bénédictin du XIIIe siècle Walter de Odyngton de l'abbaye d'Evesham. 
La fonderie de cloches devint une activité commerciale plus tardivement. Des artisans indépendants ont installé des fonderies permanentes dans des villes comme Londres, Gloucester, Salisbury, Bury St Edmunds, Norwich et Colchester. Bien que ces entreprises aient attiré les commerçants des campagnes environnantes, les fondeurs médiévaux ne se limitaient pas à la fabrication de cloches comme seule source de revenus. Au contraire, ils combinaient souvent cette activité à des métiers connexes, comme la fabrication d'objets en métal, d'ustensiles et d'armes à feu. Certains fondeurs étaient itinérants, se déplaçant d'église en église pour mouler des cloches sur place.
Ces premières cloches avaient un son médiocre, en raison de la composition variable de leur alliage et d'un manque de compréhension de la façon de produire un son harmonique ; mais au fil du temps, la forme des cloches s'est améliorée. Les angles de la couronne et de l'archet ont été progressivement aplatis et la taille est devenue plus courte, s'évasant davantage vers l'embouchure. Bien que les méthodes d'accordage soient encore incertaines et empiriques, des ensembles de cloches aux échelles diatoniques furent installées dans d'importantes églises paroissiales et monastères.
Si la plupart des fondeurs de cloches étaient des hommes, certaines femmes participaient également à cet art, comme Johanna Hill qui reprit l'entreprise de son mari, puis la légua à sa fille,.
Des fouilles archéologiques dans des cimetières en Grande-Bretagne ont révélé la présence de fours, ce qui confirme que les cloches étaient souvent coulées sur place, dans des fosses creusées près du bâtiment en construction. « Great Tom » de la cathédrale de Lincoln a été coulé dans la cour du Minster en 1610, et la grande cloche de la cathédrale de Canterbury dans la cour de la cathédrale en 1762. Une fois le moulage terminé, une tour était construite au-dessus de la fosse de coulée et la cloche était montée directement dans cette tour. Dans certains cas, comme à Kirkby Malzeard et Haddenham, les cloches ont été vraiment coulées dans l'église.

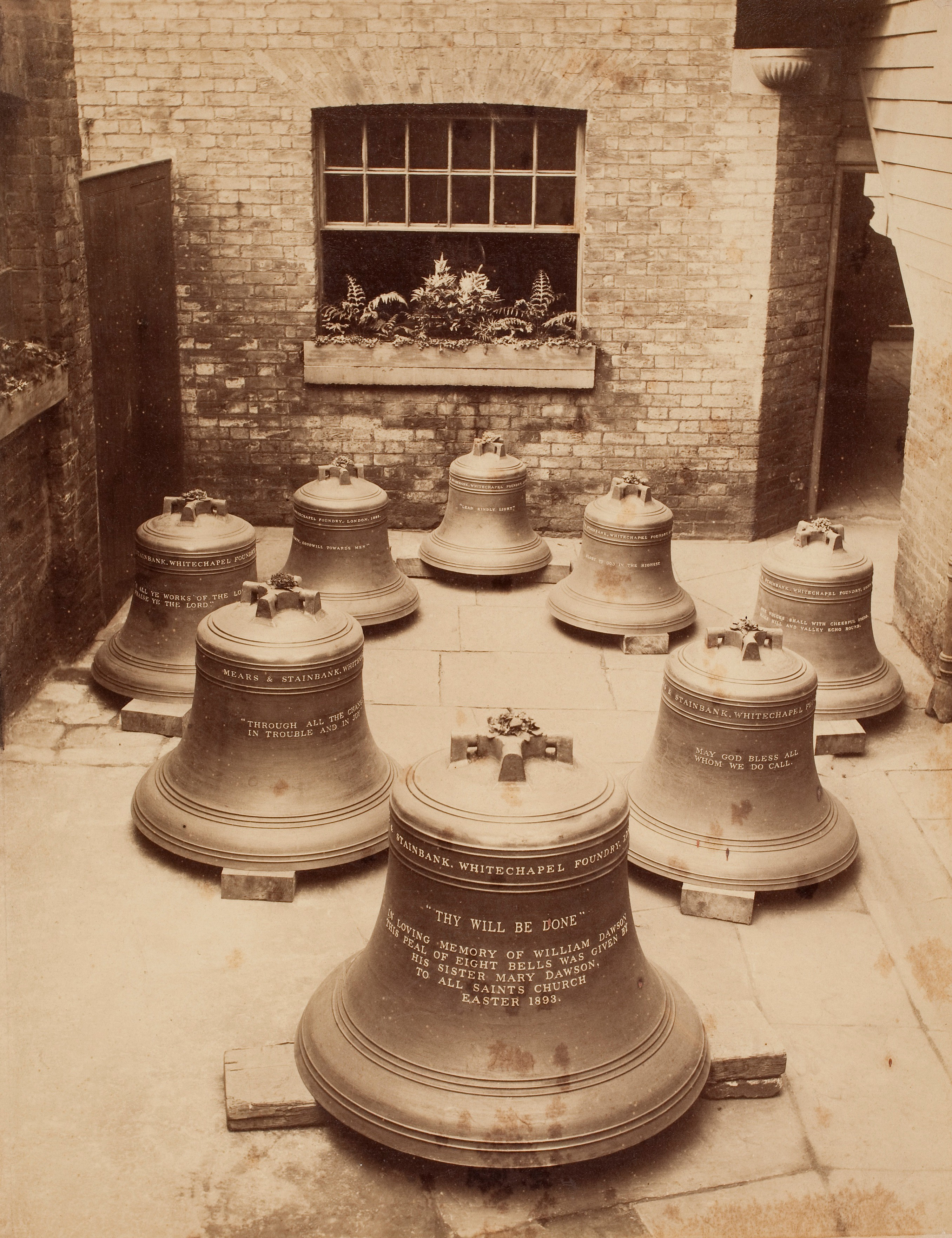
Cast Bells Whitechapel Bell Foundry, ca. 1880, State Library of New South Wales
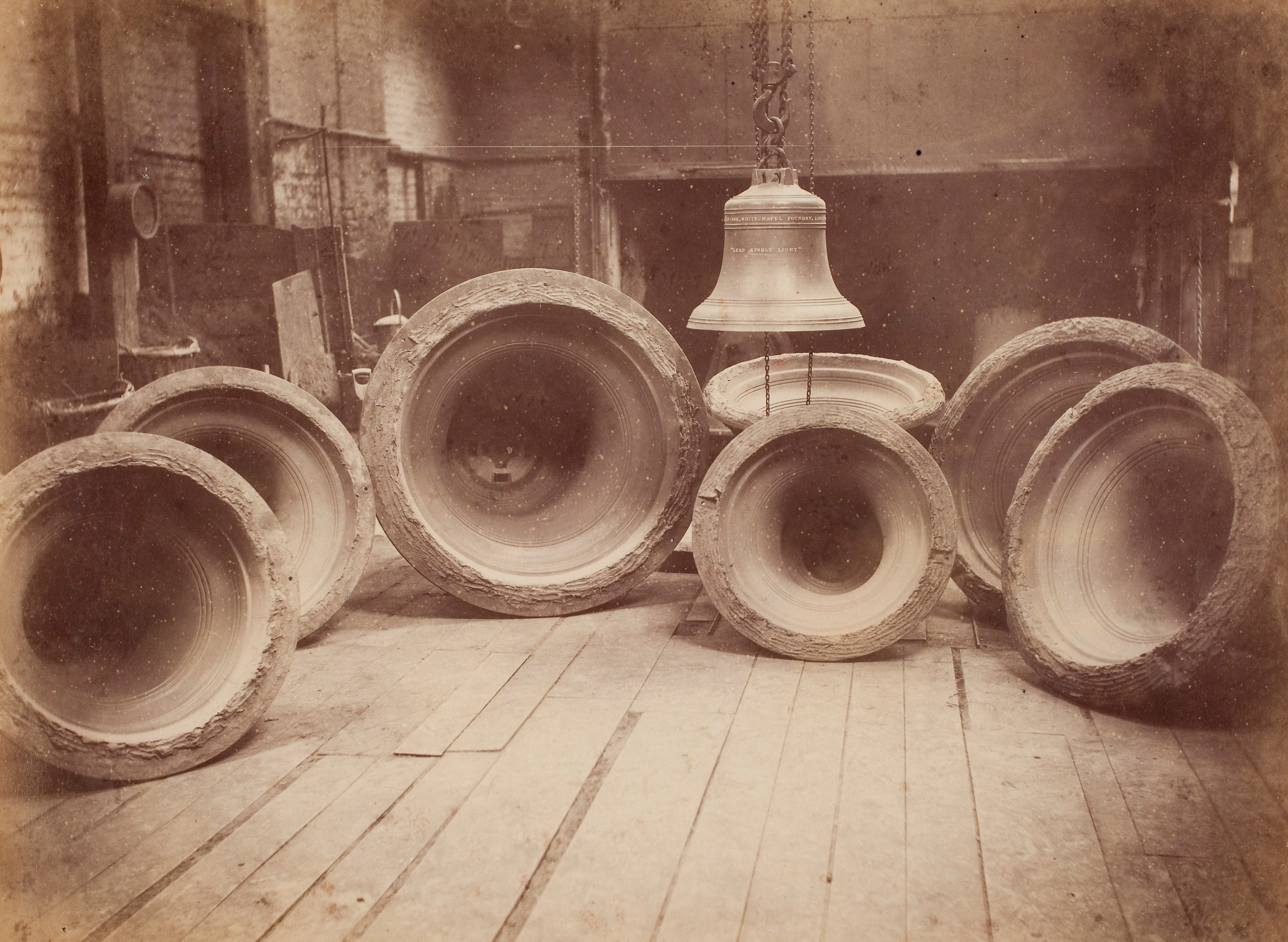
Church Bells in the workshop at Whitechapel Bell Foundry, c. 1880
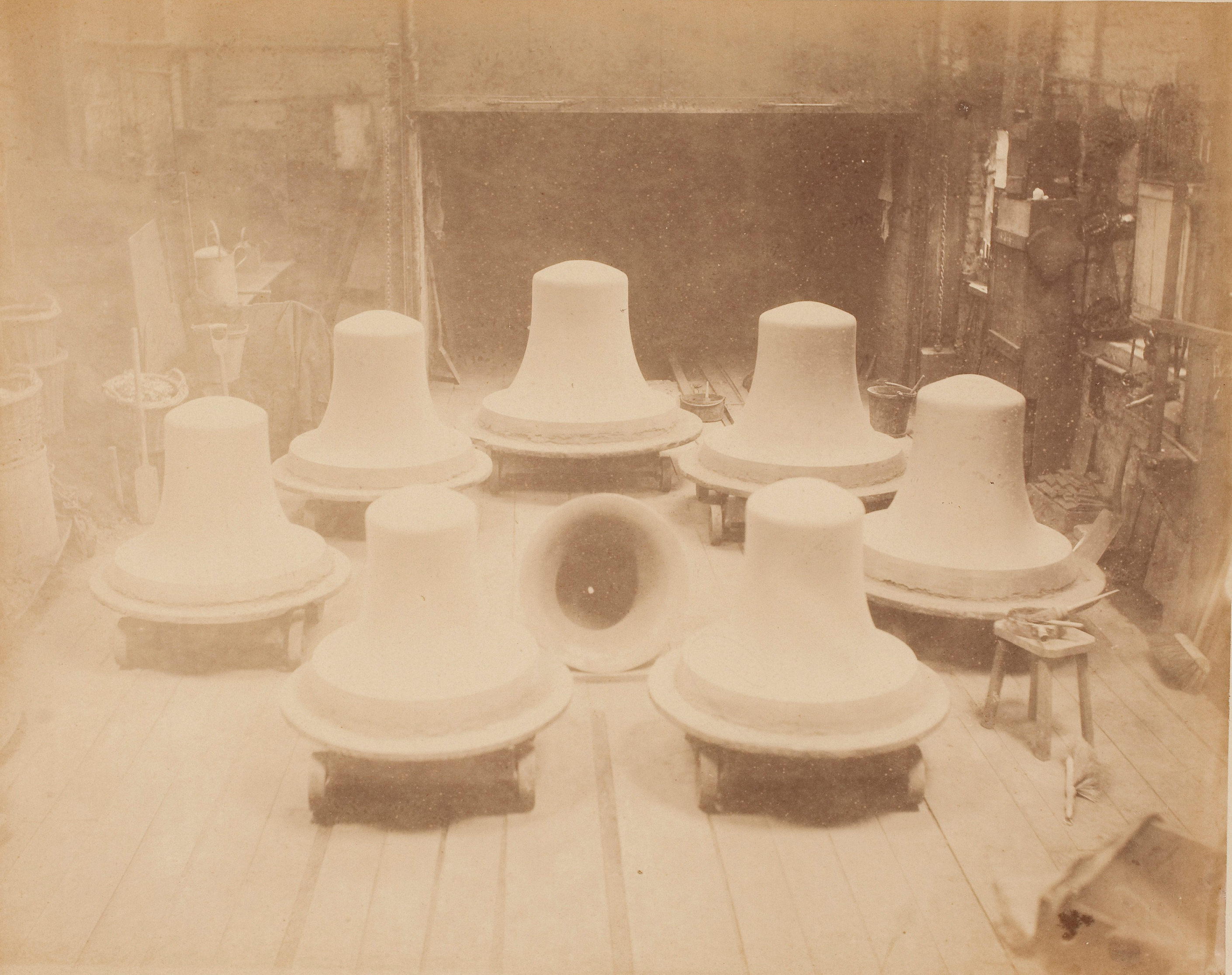
Moulds for church bells in the workshop at Whitechapel Bell Foundry

### Les Pays-bas

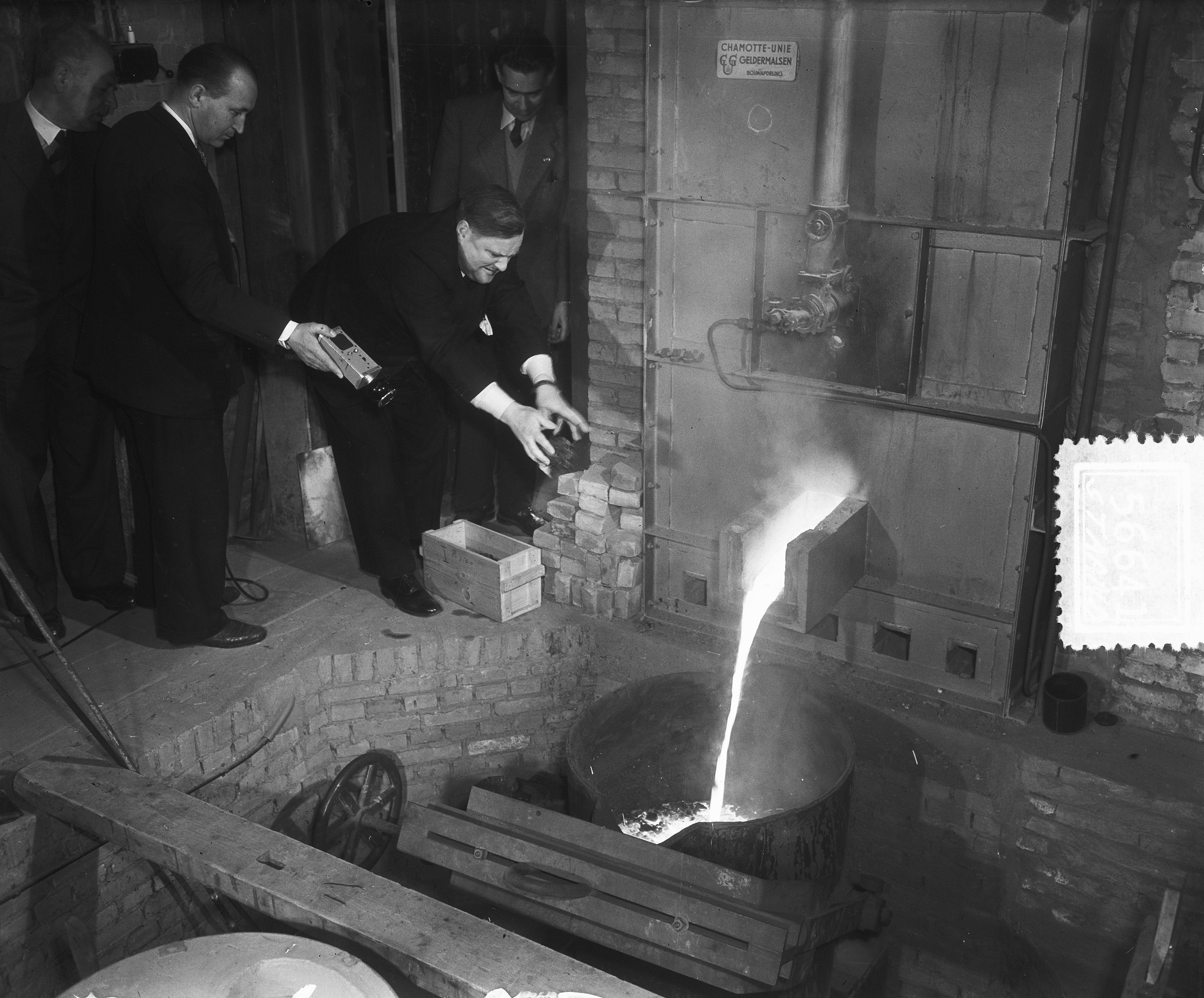
Fonderie de cloches pour le monument Grebbeberg

François Hemony (vers 1609-1667) et son frère Pieter, Pierre ou Peter Hemony (1619-1680) furent les plus grands fondeurs de cloches de carillon de l'histoire des Pays-Bas.
En collaboration avec Jacob van Eyck, ils développèrent le carillon en un instrument de musique à part entière, en coulant le premier carillon accordé en 1644.
Les frères Pierre et Francois Hemony sont considérés comme les premiers fondeurs de cloches occidentaux modernes à utiliser une approche scientifique pour couler en une forme optimale et accorder les cloches selon des principes harmoniques.

## Matériaux

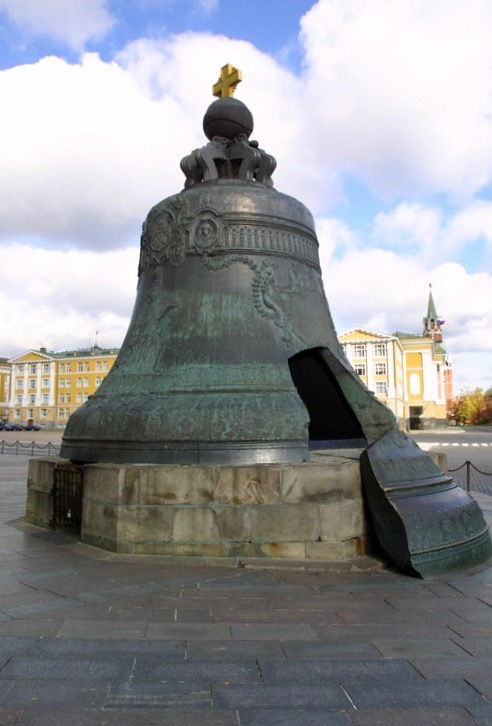
The Tsar Bell showing a crack caused by uneven cooling during fire-fighting.

### Métal pour les cloches
Les cloches destinées à produire un son fonctionnel sont généralement fabriquées en coulant du métal de cloche, un alliage de bronze.
De nombreuses expérimentations en matière de composition ont existé tout au long de l'histoire ; les cloches d'Henri II contenaient presque deux fois plus de cuivre que d'étain, tandis que les cloches de bronze assyriennes beaucoup plus anciennes contenaient dix fois plus de cuivre que d'étain. La meilleure composition reconnue pour le métal des cloches est cependant un rapport d'environ 80 % de cuivre et 20 % d'étain. Le métal des cloches de ces rapports est utilisé depuis plus de 3 000 ans et est connu pour sa résonance et son « son attrayant ».
L'étain et le cuivre sont des métaux relativement mous qui se déforment lors de la frappe. En les alliant, on crée un métal plus dur et plus rigide, mais aussi plus élastique que l'utilisation d'un seul métal.
Cela permet une meilleure résonance et fait vibrer la cloche comme un ressort lorsqu'elle est frappée, une qualité nécessaire car le battant peut frapper à des vitesses allant jusqu'à 900 kilomètres par heure.
Les forces qui maintiennent l'étain et le cuivre ensemble provoquent des vibrations plutôt que des fissures lorsque la cloche est frappée, ce qui crée un son résonnant. Cette combinaison de métaux donne également un matériau solide et durable, résistant à l'oxydation et soumis uniquement à une altération superficielle initiale. Une patine protectrice, le vert-de-gris, se forme à la surface de la cloche et la protège contre toute oxydation ultérieure.
Le bronze le plus dur et le plus résistant contient de grandes quantités d'étain et peu de plomb, bien qu'un alliage contenant plus de 25 % d'étain ait un point de fusion bas, puisse devenir cassant et susceptible de se fissurer,.
Ce point de fusion bas s'est avéré être le problème fatal de la troisième tentative russe de moulage du « Tsar des Cloches», de 1733 à 1735.